# Państwo Alawitów (Maroko)
Państwo Alawitów (Maroko Alawitów) – państwo muzułmańskie w północno-zachodniej Afryce, w Maghrebie, istniejące i rządzone przez dynastię Alawitów w latach 1659–1912, następnie przekształcone we francuski protektorat, Maroko Francuskie.
Za panowania Saadytów państwo potrafiło sprostać ciągłemu naporowi Europejczyków, jednak po śmierci Ahmada al-Mansura kraj ogarnęły krwawe spory sukcesyjne. 
Po sześciu dekadach chaosu, w 1660 roku, tron Maroka przejął inny ród szarifów, Alawici, który rządzi krajem do dziś.
Zreorganizowali oni finanse państwa i utworzyli silną armię zawodową, złożoną z niewolników. Panujący od 1672 roku Mulaj Ismail zapewnił stabilność władzy, tworząc armię złożoną z potomków murzyńskich niewolników, sprowadzonych do Maroka dwa stulecia wcześniej. Maroko budowało swą potęgę na handlu złotem, czarnymi niewolnikami, solą i na popieraniu piractwa morskiego przeciwko państwom chrześcijańskim. Dzięki silnej władzy było jedynym krajem Maghrebu, który nie znalazł się pod panowaniem osmańskim. Maroko utrzymywało wówczas dobre stosunki z Francją Ludwika XIV, na której zresztą sułtan Maroka wzorował się w budowie swych absolutystycznych rządów i wielkiego pałacu, zwanego marokańskim Wersalem w nowej stolicy Meknes. Po śmierci Mulaja Ismaila rozgorzały walki o władzę, zakończone dopiero za panowania sułtana Muhammada III w XVIII wieku. 
Od XVII do XIX wieku wybrzeża Maroka były bazą dla licznych piratów.
Gdy Francja zajęła Algierię, wybuchła wojna francusko-marokańska (1844), którą afrykańska monarchia przegrała. Jednym z głównych powodów wojny była pomoc, jakiej sułtan Maroka Abd ar-Rahman udzielał walczącym z Francuzami mieszkańcom Algierii. Po wojnie ustalono granicę między Marokiem i Algierią, która bez większych zmian obowiązuje do teraz. W latach 1859–1860 Maroko stoczyło kolejną, znowuż przegraną, wojnę z Hiszpanią. W jej wyniku kraj musiał się zrzec Melilli oraz Ceuty, a także zapłacić wysoką kontrybucję. W  1880 roku Stany Zjednoczone i europejskie potęgi postanowiły w Madrycie zachować integralność Maroka.
Jednak dwadzieścia cztery lata później (1904) Francja i Hiszpania umówiły się potajemnie w sprawie określenia swoich stref wpływów w Maroku. Francja uzyskała następnie wolną rękę w Maroku od Wielkiej Brytanii i rok później wystąpiła do Maroka z propozycją roztoczenia nad nim protektoratu. Wtedy z wizytą do Maroka przybył cesarz niemiecki Wilhelm II Hohenzollern. Posunięcie to miało wesprzeć niemieckie roszczenia wobec terytoriów marokańskich. Konflikt dyplomatyczny między Francją i Niemcami, które stanęły na krawędzi wojny, został zażegnany traktatem w Algeciras w 1906 roku, w którym powrócono do zasad z traktatu madryckiego. Pięć lat później (1911) doszło jednak do kolejnego ostrego zatargu, a niemiecki okręt "Panther" przybył do marokańskiego portu Agadir. W 1912 roku zawarto w Fezie porozumienie, na mocy którego Francja objęła patronat nad południowym Marokiem, Hiszpania nad północnym oraz terytorium Ifni, a port morski w Tangerze przekształcono w strefę międzynarodową. Ambicje Niemiec zostały zaspokojone przekazaniem im terenów w Afryce Środkowej, co zakończyło 
kryzys marokański.